# Rozňák

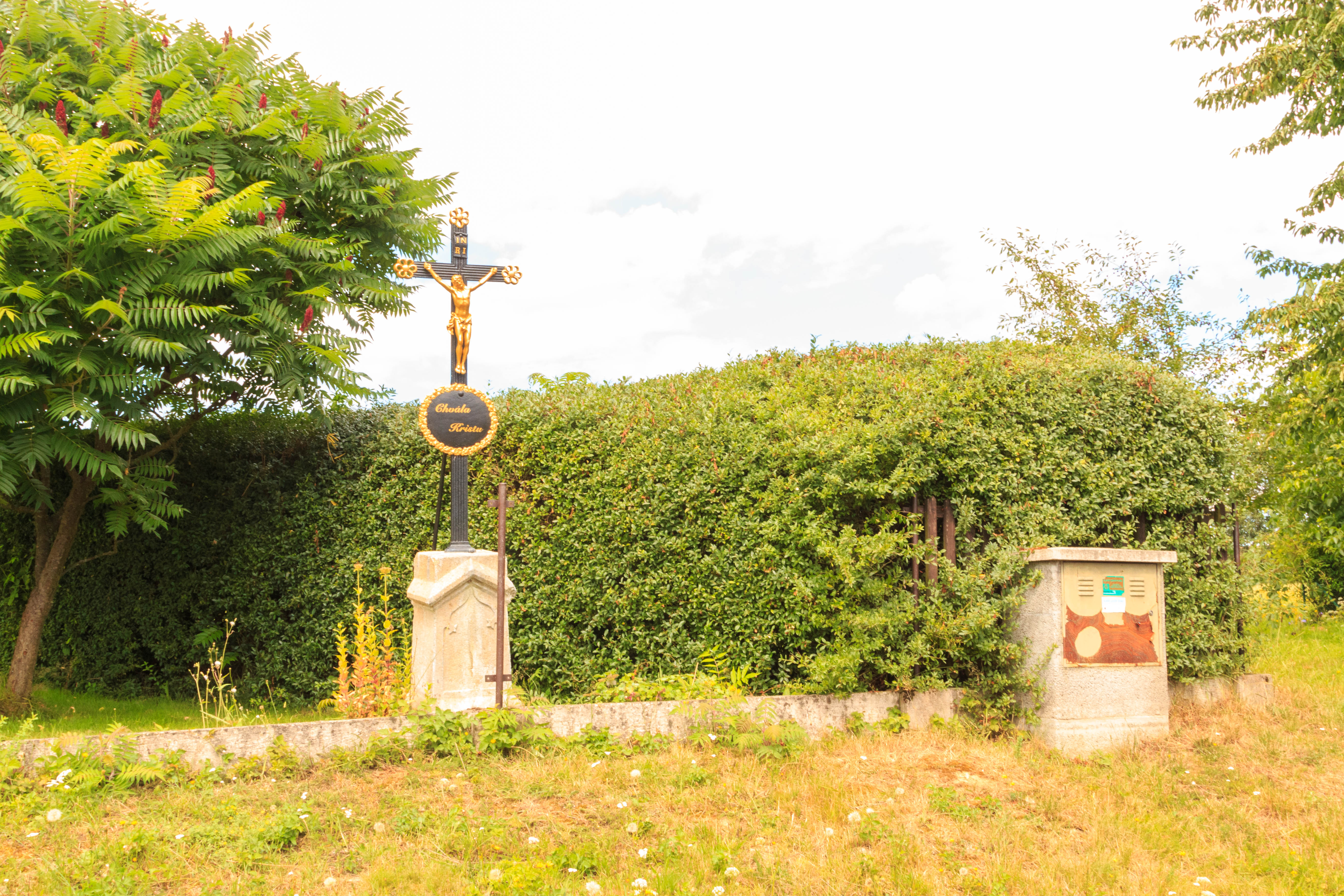
Kreuz auf dem Dorfplatz

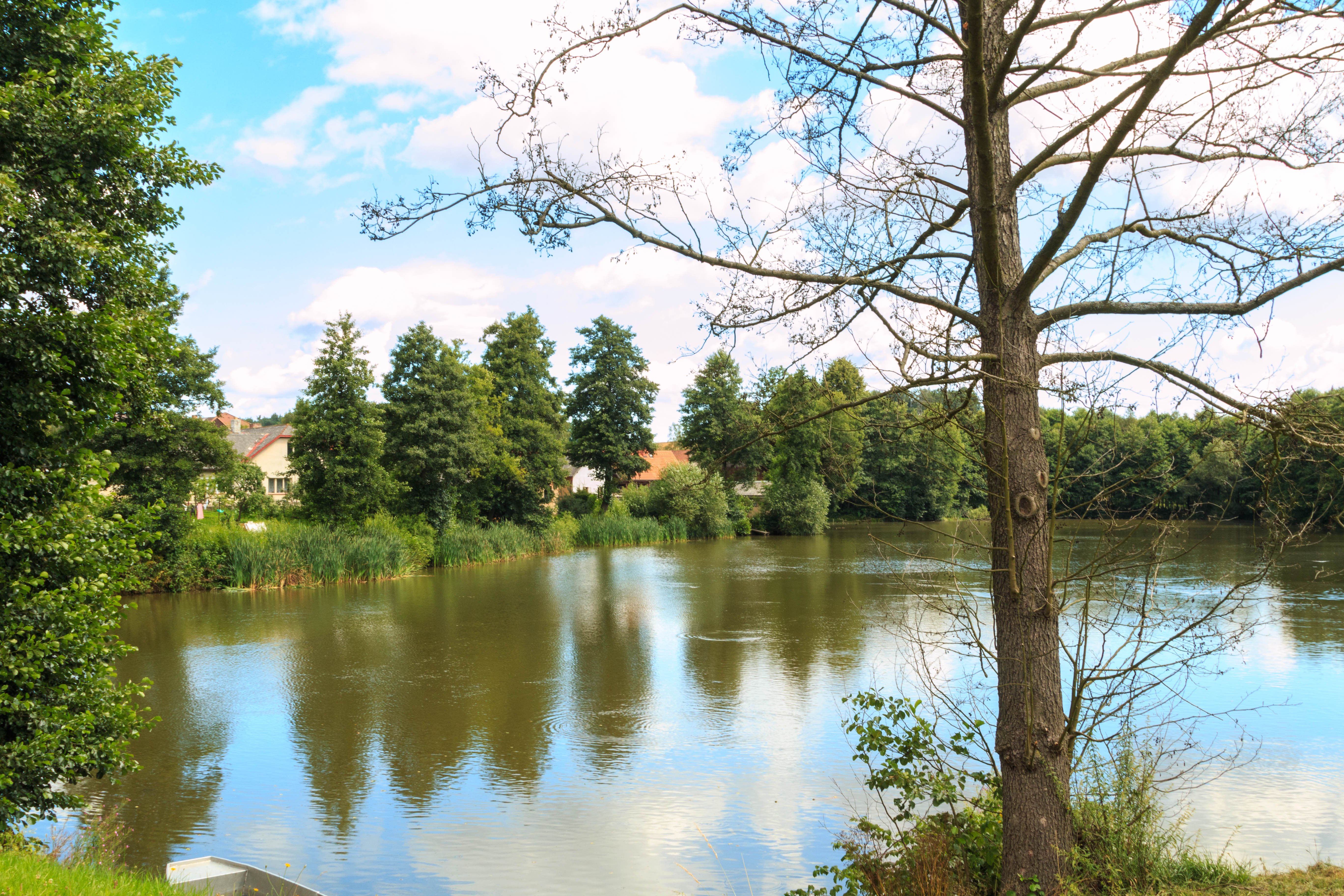
Teich Rozňák

Rozňák (deutsch Rosniak, auch Rozniak) ist ein Ortsteil der Gemeinde Knyk in Tschechien. Er liegt vier Kilometer nördlich des Stadtzentrums von Havlíčkův Brod und gehört zum Okres Havlíčkův Brod.

## Geographie
Rozňák befindet sich im oberen Tal des Baches Rozkošský potok in der Hornosázavská pahorkatina (Hügelland an der oberen Sázava). Im Ortszentrum liegt der Teich Rozňák. Durch das Dorf verläuft die Staatsstraße I/38 zwischen Havlíčkův Brod und Habry. Nördlich erhebt sich der V Kopci (542 m n.m.), im Nordosten der Kopec (535 m n.m.). Gegen Süden liegt der Jüdische Typhusfriedhof.
Nachbarorte sind Zbožice im Norden, Knyk im Nordosten, Chrast, U Louže und Český Dvůr im Osten, Vlkovsko und Občiny im Südosten, Sídliště Výšina, Letná und Kotlasův Dvůr im Süden, Černý Les, Horní Chlístov und Dolní Chlístov im Südwesten, Pelestrov und Veselý Žďár im Westen sowie Lučice, Chlum und Pelestrov im Nordwesten.

## Geschichte
Nach der Gründung der Stadt Brod Smilonis wurde in der Mitte des 13. Jahrhunderts in deren Weichbild in ein bis zwei Kilometern Entfernung ein Gürtel von landwirtschaftlichen Einzelhöfen der Broder Bürger angelegt. Die Bewirtschaftung der Höfe erfolgte nicht durch die Bürger selbst, sondern durch freie Erbpächter, die dafür einen festen Schoss zahlten. Die Höfler waren anfänglich ganz freie Bauern und wurden im 14. Jahrhundert unter Befreiung von fast allen Verpflichtungen der Grundobrigkeit untertänig. Im Gegensatz zu den böhmischen Freihöfen waren die Höfler nicht landtäflig belehnt, sie standen mit den Eigentümern in einem erblichen emphyteutischen Verhältnis. Die Rechtsstellung der Höfler ist vergleichbar mit den Künischen Freibauern, nirgends sonst im Königreich Böhmen lagen die Freihöfe in einer solchen Dichte wie um Brod Smilonis. Es wird angenommen, dass die in Sichtweite der Bergstadt befindlichen Höfe zugleich auch deren Schutz und zur Warnung vor herannahenden feindlichen Truppen dienten. Die Höfe Pelestrov, Rožnak und Kotlasovy dvory lagen an der Straße nach Čáslav.
Nachdem die Stadt Deutschbrod 1422 von den Hussiten unter Jan Žižka erobert und zerstört worden war, bemächtigte sich Nikolaus Trčka von Lípa der Stadtgüter und schlug sie seiner Burg Lipnitz zu. Nach der Wiederbesiedlung von Deutschbrod mit tschechischer Bevölkerung erhielt die Stadt mit den Kotlasovy dvory, Primátorský dvůr und Obecní dvůr nur einen geringen Teil der Höfler zurück. Die übrigen Höfler machte er seinen Meierhöfen Chlístov und Klanečná untertänig. Im Jahre 1496 kam es zu einer Rebellion der Höfler, die ihre alten Rechte wiederhergestellt haben wollten. Nach dem Tod von Nikolaus Trčka von Lípa wurde die Herrschaft in der Zeit zwischen 1559 und 1561 aufgeteilt; das Gut Světlá mit der Stadt Chotěboř und den Städtchen Smrdov, Habry, Bělá und Dolní Město einschließlich etwa 70 Dörfern fiel Burian Trčka von Lípa zu. Im Jahre 1562 erwarb Franz von Thurn und Valsassina die Herrschaft Deutschbrod, die Rychta der Höfler wurde dabei von den Deutschbroder Stadtrechten abgetrennt und der Herrschaft Světlá zugeordnet. Im Urbar der Herrschaft Světlá von 1591 sind die dem Höfler-Rychtář in Veselice unterstehenden Höfe um Deutschbrod aufgeführt: rechts der Sázava lagen die Höfe Spálené dvory, Panuškovy dvory, Baštinův dvůr, Bartův dvůr, Berkův dvůr, Šenklyfy, Rauštan, Kylgyfy und Kloučkovy dvory. Der Hof Rozňák war dabei den Spálené dvory (Brenntenhöfe) zugerechnet.
Jan Rudolf Trčka von Lípa, der die Herrschaft Světlá 1597 von seinem Bruder Maximilian geerbt hatte, verkaufte 1598 das Dorf Suchá sowie die Höfe Termesivy, Spálené dvory, Pavučkovy dvory, Šenklhofy und Kylhofy seinem Swietlaer Hauptmann Johann Güglinger von Kneiselstein (Jan Gyglingar z Kneislštejna). Die damit von den übrigen dvořáci na samotách kolem Brodu (Höfler in den Einöden um Brod) abgetrennten Höfe wurden als dvořáci na vrších (Höfler auf den Höhen) bezeichnet. Güglinger veräußerte im Jahre 1600 Suchá einschließlich der beiden Spálené dvory mit einer freien Schenke einem Bürger von Deutschbrod. Im Jahre 1784 emphyteutisierte die Stadtgemeinde Deutschbrod ihre drei Meierhöfe Neuhof, Böhmischhof und Brenntenhof. 1787 standen in Roßniak 7 Häuser.
Im Jahre 1840 bestand das im Caslauer Kreis an der Prager Straße gelegene Dorf Rosniak aus 9 Häusern, in denen 66 Personen lebten. Im Ort gab es ein Wirtshaus. Gepfarrt war das Dorf zur Teutschbroder Dechanteikirche. Bis zur Mitte des 19. Jahrhunderts blieb Rosniak der königlichen Stadt Teutschbrod untertänig.
Nach der Aufhebung der Patrimonialherrschaften bildete Rožňák ab 1849 einen Ortsteil der Gemeinde Knyk im Gerichtsbezirk Deutschbrod. Ab 1868 gehörte die Ansiedlung zum Bezirk Deutschbrod. 1869 hatte Rožňák (mit Kotlasův Dvůr) 86 Einwohner und bestand aus 10 Häusern. Im Jahre 1900 lebten in Rožňák 61 Menschen, 1910 waren es 60. Die Straße von Rožňák nach Zbožice  wurde 1920 fertiggestellt. Seit 1924 wird Rozňák als amtlicher Ortsname verwendet. 1930 hatte Rozňák 55 Einwohner und bestand aus 10 Häusern. Im selben Jahr wurde das Dorf an das Elektrizitätsnetz angeschlossen. Nach dem Zweiten Weltkrieg wurden Pelestrov von Veselý Žďár sowie Kotlasův Dvůr von Perknov nach Knyk umgemeindet und dem Ortsteil Rozňák zugeordnet. Am 30. April 1976 erfolgte die Zwangseingemeindung von Knyk mit seinen Ortsteilen nach Havlíčkův Brod. Seit dem 24. November 1990 besteht die Gemeinde Knyk wieder. Beim Zensus von 2001 lebten in den 36 Häusern von Rozňák inklusive Pelestrov und Kotlasův Dvůr 83 Personen.

## Ortsgliederung
Der Ortsteil Rozňák besteht aus den Grundsiedlungseinheiten Pelestrov (Pelestrow) und Rozňák (Rosniak). Zu Rozňák gehört zudem der Wohnplatz Kotlasův Dvůr (Kotlashof).
Rozňák ist Teil des Katastralbezirkes Knyk.

## Sehenswürdigkeiten
- Gusseisernes Kreuz auf Sandsteinsockel
- Hölzerner Glockenbaum